# Скалолазка
Скалолазката (Tichodroma muraria) е птица, населяваща скални стени и пропасти в планините, мнозинството от местата ѝ за мътене са на алпийска височина, през зимата се спуска надолу към селата. Систематичното класифициране на този вид, показващ признаци както на Sittidae, така и на Certhiidae, е затруднено и се обсъжда в научните среди. Ведно с избраното тук положение се употребява широко още и включване към самостоятелното семейство Tichodromadidae.

## Начин на живот и хранене
Храни  се с насекоми и други малки животинки.